# Episodi di Grani di pepe (settima stagione)
La settima stagione della serie televisiva Grani di pepe.
Sophie ed Emma appena arrivate ad Amburgo conoscono Lina, Rasmus e Themba. Sophie all'inizio si rivela ostile e non curante nei loro confronti, però alla fine fanno gruppo e costruisce una buona amicizia soprattutto con Lina. Tra i vari casi ci saranno rapimenti di Bambini, falsificazioni e molto altro. Tra i ragazzi iniziano anche i primi amori. Sia Themba che Rasmus hanno una cotta per Sophie , e Rasmus per sbaglio la bacia anche provocando un litigio con Themba e La gelosia di Lina. Sophie non ricambia nessuno dei due, e rassicura Lina sul bacio che per lei non conta nulla. Rasmus si riappacifica con Themba e successivamente e attratto da Lina però combina molti guai e non riesce a conquistarla. Però alla fine parlando anche con Sven, il compagno della madre che lui fa fatica ad accettare, conquista Lina e si fidanza.
| Nº | Titolo originale      | Titolo italiano       | Prima TV Germania | Prima TV Italia |
| -- | --------------------- | --------------------- | ----------------- | --------------- |
| 1  | Die Geldfälscher      | Falsari               | 9 ottobre 2010    |                 |
| 2  | Der Junge ohne Namen  | Il ragazzo senza nome | 16 ottobre 2010   |                 |
| 3  | Ein neues Team        | Una nuova squadra     | 23 ottobre 2010   |                 |
| 4  | Feuer in der Kita     | L'incendiario         | 30 ottobre 2010   |                 |
| 5  | Zivilcourage          | Coraggio civile       | 6 novembre 2010   |                 |
| 6  | Auf und davon         | Fuga in barca         | 13 novembre 2010  |                 |
| 7  | Abgefahren            | Sabotaggio            | 20 novembre 2010  |                 |
| 8  | Familienbande         | Legami familiari      | 4 dicembre 2010   |                 |
| 9  | Die Schuldenfalle     | L'usuraio             | 11 dicembre 2010  |                 |
| 10 | Die Umweltsünderin    | Allarme inquinamento  | 18 dicembre 2010  |                 |
| 11 | Tierfreunde           | Protezione animali    | 8 gennaio 2011    |                 |
| 12 | Die Erbschaft         | L'eredità             | 22 gennaio 2011   |                 |
| 13 | Käufliche Intelligenz | Pasticche pericolose  | 29 gennaio 2011   |                 |

## Falsari
- Scritto da: Anja Jabs
- Diretto da: Andrea Katzenberger

## Il ragazzo senza nome
- Scritto da: Anja Jabs
- Diretto da: Andrea Katzenberger

## Una nuova squadra
- Scritto da: Andrea Katzenberger
- Diretto da: Klaus Wirbitzky

## L'incendiario
- Scritto da: Andrea Katzenberger
- Diretto da: Andrea Katzenberger

## Coraggio civile
- Scritto da: Jörg Reiter
- Diretto da: Andrea Katzenberger

## Fuga in barca
- Scritto da: Jörg Reiter
- Diretto da: Klaus Wirbitzky

## Sabotaggio
- Scritto da: Katja Kittendorf
- Diretto da: Klaus Wirbitzky

## Legami familiari
- Scritto da: Katja Kittendorf
- Diretto da: Stephan Rick

## L'usuraio
- Scritto da: Anja Jabs
- Diretto da: Klaus Wirbitzky

## Allarme inquinamento
- Scritto da: Anja Jabs
- Diretto da: Klaus Wirbitzky

## Protezione animali
- Scritto da: Jörg Reiter
- Diretto da: Klaus Wirbitzky

## L'eredità
- Scritto da: Jörg Reiter
- Diretto da: Stephan Rick

## Pasticche pericolose
- Scritto da: Jörg Reiter
- Diretto da: Stephan Rick